# 1928

## Події
- 1 січня — перший номер газети «Розбудова нації», орган проводу українських націоналістів.
- 7 листопада — в Харкові офіційно відкрито Держпром, один з перших українських хмарочосів.

### Наука
- Чандрасекара Венката Раман відкрив комбінаційне розсіювання світла.
- Поль Дірак запропонував релятивістське квантове рівняння руху для електрона, яке отримало назву рівняння Дірака.
- Джордж Гамов пояснив альфа-розпад тунелюванням.
- Рольф Відерое сконструював перший лінійний прискорювач.

### Аварії й катастрофи
- 25 травня — катастрофа дирижабля «Італія», на якому арктична експедиція генерала У. Нобіле дісталася Північного полюсу. Шестеро членів екіпажа зникли безвісти, один загинув, дев'ятеро залишилися на кризі (ще один з них — Ф. Мальмгрен — загинув пізніше). Початок епопеї «Червоного намету», що тривала до 12 липня
- 30 травня — Мальмгрен, Цаппі і Маріано вийшли з «Червоного намету» у спробі пішки дістатися берега.
- 3 червня — радіоаматор з Північно-Двинської губернії Микола Шмідт прийняв радіосигнал з табору генерала Нобіле.
- 18 червня — Р. Амундсен на гідролітаку вилетів на пошуки У. Нобіле і зник безвісти.
- 21 червня — шведський пілот Е. Лундборг евакуював генерала Нобіле з «Червоного намету» до Шпіцбергена.
- 7 липня — Чилійський пароплав Ангамес (Angames) розбився під час шторму на каменях затоки Арауко. Загинуло 291 чоловік.
- 11 липня — літак з радянського криголаму «Красін» (командир літака — Г. Чухновський) знайшов на арктичній кризі Цаппі і Маріано.
- 12 липня — криголам «Красін» дістався табору італійських аеронавтів і врятував решту екіпажа дирижабля «Італія».
- 12 листопада — Пароплав Вестріс (SS Vestris) затонув в Атлантичному океані. Загинуло 112 чоловік.
- 22 грудня — Данський навчальний п'ятимачтовий барк Копенгаген (København) зник на шляху з Рівер Плата в Мельбурн, Австралія. Загинуло 80 чоловік.

## Народились
Дивись також Категорія:Народились 1928
- 2 січня — Яблонська Галина Гілярівна, українська акторка.
- 17 січня — Відал Сасун, американський косметолог, перукар-стиліст.
- 23 січня — Жанна Моро, французька акторка.
- 25 січня — Шеварднадзе Едуард Амвросійович, грузинський політичний діяч, президент Грузії (1995—2004).
- 26 січня — Роже Вадим, французький кінорежисер.
- 6 лютого — Заманський Володимир Петрович, російський актор.
- 8 лютого — Тихонов В'ячеслав Васильович, російський актор (пом. 2009).
- 9 лютого — Рінус Міхелс, голландський футбольний тренер.
- 6 березня — Габріель Гарсіа Маркес, колумбійський письменник.
- 12 березня — Едвард Олбі, американський драматург.
- 14 березня — Френк Борман, американський астронавт.
- 28 березня — Збігнєв Бжезинський, американський соціолог, державний діяч.
- 31 березня — Гордон Хоу, легендарний канадський хокеїст.
- 4 квітня — Еліна Бистрицька, російська акторка (пом. 2019).
- 23 квітня — Ширлі Темпл, американська кіноакторка.
- 25 квітня — Яковлєв Юрій Васильович, російський театральний та кіноактор.
- 25 квітня — Сай Твомблі, американський художник, абстракціоніст і імпресіоніст
- 4 травня — Хосні Мубарак, президент Єгипту.
- 3 червня — Костянтин Степанков, український актор театру і кіно.
- 7 червня — Джеймс Айворі, кінорежисер.
- 14 червня — Ернесто Че Гевара, аргентинський революціонер.
- 20 червня — Жан-Марі Ле Пен.
- 3 липня — Махульський Ян, польський актор, кінорежисер (пом. 2008).
- 13 липня — Валентин Савович Пікуль, російський письменник.
- 14 липня — Думбадзе Нодар Володимирович, грузинський письменник.
- 14 липня — Ігор Михайлович Дмитренко, український фізик у галузі надпровідності та низькотемпературного матеріалознавства, академік.
- 26 липня — Стенлі Кубрик, американський кінорежисер.
- 26 липня — Франческо Коссіґа, італійський політик, голова Ради міністрів Італії (1979—1980), Президент країни (1985—1992)
- 6 серпня — Божко Ніна Григорівна — українська художниця.
- 6 серпня — Воргол Енді, американський художник, українського (лемківського) походження, засновник художньої школи поп-арту.
- 6 серпня — Чань Це Юнь, засновник південнокорейської автокомпанії «Хюндай» (англ. «Hyundai»).
- 3 вересня — Йон Друце, молдовський письменник.
- 3 вересня — Дональд Фішер, американський підприємець і філантроп, засновник світової мережі магазинів одягу Gap.
- 15 вересня — Кеннонболл Еддерлі, американський джазовий саксофоніст.
- 28 вересня — Коко Тейлор, американська співачка, назвала за унікальний голос Королевою блюзу.
- 23 жовтня — Артур Войтецький, український кінорежисер.
- 30 жовтня — Деніел Натанс, американський біолог.
- 11 листопада — Карлос Фуентес, мексиканський письменник.
- 20 листопада — Баталов Олексій Володимирович, російський актор, режисер, кіносценарист.
- 4 грудня — Джеймс Ловелл, американський астронавт.
- 12 грудня — Биков Леонід Федорович, український актор і режисер.
- 12 грудня — Чингіз Айтматов, киргизький письменник.
- 17 грудня — Бронєвой Леонід Сергійович, російський актор театру і кіно українського походження.
- 31 грудня — Тетяна Шмига, зірка російської оперети, народна артистка СРСР

## Померли
Дивись також Категорія:Померли 1928
- 4 лютого — Гендрик Антон Лоренц, нідерландський фізик, нобелівський лауреат.
- 21 березня — Едвард Волтер Маундер, англійський астроном.
- 17 липня — Альваро Обрегон, президент Мексики у 1920–1924 роках (* 1880).

## Нобелівська премія
- з фізики: Річардсон Овен Вільямс за роботи з терміольних досліджень, і особливо за відкриття закону, що носить його ім'я.
- з хімії: Адольф Отто Рейнгольд Віндаус за вивчення властивостей та побудови вітаміну D
- з медицини та фізіології: Шарль Ніколь за встановлення передавача висипного тифу (платтяна воша)
- з літератури: Сігрід Унсет за «провідний могутній опис життя Півночі в Середні віки».
- премія миру: Премія не присуджувалась